# François Ryckhals
François Ryckhals, född kort efter 1600 i Middelburg, död där 1647, var en nederländsk konstnär.
Ryckhals var medlem av gillet i Dordrecht 1633-34, efter 1642 i Middelburg. Han har främst målat stilleben, rustika interiörer och landskap med boskap.